# Sérgio Antônio Borges Júnior
Sérgio Antônio Borges Júnior o simplemente Serginho Mineiro, nacido el 4 de agosto de 1986 en Contagem, es un centrocampista brasileño. Actualmente juega para el Akhisar Belediyespor.
Debutó profesionalmente con el Atlético Mineiro en una derrota a domicilio 0-4 frente al Vasco en el Campeonato Brasileiro el 21 de julio de 2007. 

## Clubes
| Club                             | País                   | Año           |
| -------------------------------- | ---------------------- | ------------- |
| Atlético Mineiro                 | Brasil                 | 2007 - 2015   |
| Clube de Regatas Brasil (cedido) | Brasil                 | 2008          |
| Criciúma (cedido)                | Brasil                 | 2013 - 2014   |
| Vasco da Gama (cedido)           | Brasil                 | 2015          |
| Sport Recife                     | Brasil                 | 2016-2017     |
| Al Wasl                          | Emiratos Árabes Unidos | 2017          |
| Akhisar Belediyespor             | Turquía                | 2017-presente |

## Títulos locales
Atlético Mineiro
- Campeonato Mineiro: 2007, 2010, 2012

Akhisar Belediyespor
- Copa de Turquía: 2018

## Contract
- 2 de julio de 2007 hasta el 2 de julio de 2010